# Leptokoenenia scurra
Leptokoenenia scurra is een spinnensoort in de taxonomische indeling van de Palpigradi.
Het dier komt uit het geslacht Leptokoenenia. Leptokoenenia scurra werd in 1965 beschreven door Condé.